# Shanghai Evening Post & Mercury
Shanghai Evening Post & Mercury — англоязычная газета, издававшаяся издательством Post-Mercury Co. в Шанхае, Китай. Газета представляла точку зрения американского делового сообщества Шанхая. Офисы газеты располагались напротив Шанхайского международного сетлмента. Life сообщил, что журнал был «старым и уважаемым». Нэнси Бернкопф Такер, автор книги «Узоры в пыли: Китайско-американские отношения и споры о признании, 1949—1950», говорит, что газета была «консервативной». У газеты было китайское издание, «Ta Mei Wan Pao» (кит. 大美晩報, пин. Dàměi Wǎnbào). Газета принадлежала американцам, и была основана Карлом Кроу. Рэндалл Чейз Гулд был редактором. Владельцем был Корнелиус Вандер Старр. До своей смерти в июле 1940 года Самуэль Х. Чанг был директором «Shanghai Evening Post and Mercury» и «Ta Mei Wan Pao».

## Содержание
Газета содержала колонки примерно шести новостных синдикатов, кроссворды, материалы Дороти Дикс, а также журнал Ripley's Believe It or Not!.